# アルペス・ポエニナエ

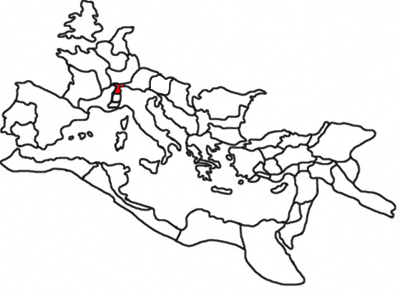
アルペス・ポエニナエ属州の位置

アルペス・ポエニナエ（ラテン語: Alpes Poeninae）またはアルペス・グライアエ（Alpes Graiae）は、古代ローマの属州の一つである。「アルペス」と名前の付く3つの属州の一つであり、現在のヴァッレ・ダオスタ州（イタリア）とヴァレー州（スイス）に位置していた。サラッシ族（Salassi）が住んでいたが、紀元前15年にアウグストゥス帝の時代にローマ帝国の属州となり、州都はアウグスタ・プラエトリア・サラッソルム（Augusta Praetoria Salassorum、現：アオスタ）に置かれた。
ポエニナエ（Poeninae）の名前が、ポエヌス（Poenus、ラテン語で「カルタゴ人」)と類似していたため、何人かのローマ作の作家が、第二次ポエニ戦争でハンニバルがアルプス越え（紀元前218年）で属州内のグラン・サン・ベルナール峠を通ったと推測した。
しかし、ティトゥス・リウィウスは、「Poeninus」のスペルが実際には「Penninus」と誤ったものであったとした。また、リウィウスは、ハンニバルがそのような北寄りの進路を取ったとは考えにくいとしている。